# Sepszeszkafanh
Sepszeszkafanh (špss-k3=f ˁnḫ) ókori egyiptomi orvos és pap volt az V. dinasztia idején; Felső- és Alsó-Egyiptom orvosainak elöljárója. Nevének jelentése: „Sepszeszkaf él”. Sírját cseh régészek fedezték fel Abu-Szírben, 2013-ban.
A nyolc aknával rendelkező masztabasír területe kb. 14×21 méter, magassága négy méter. Külső falai kőből épültek, keleti részén kultuszkápolna áll. Egyedül az álajtót díszítették, ezen Sepszeszkafanh álló alakja és címei láthatóak. Sepszeszkafanh címei egyrészt azzal állnak kapcsolatban, hogy a királyi udvarban jelentős orvos volt, másrészt különféle fontos papi címeket is viselt.

## Címei
Sepszeszkafanh címei:
- A király ismerőse
- A nagy ház gyógyító anyagainak elöljárója (korábban ismeretlen cím)
- A király wab-papja
- Felső- és Alsó-Egyiptom orvosainak nagyja
- Ré papja Nehenrében (Uszerkaf naptemplomának a neve)
- Ré papja Szetibrében (Noferirkaré naptemplomának a neve)
- Ré papja Seszepibrében (Niuszerré naptemplomának a neve)
- A senuti Hórusz papja
- Heka papja
- Hathor papja minden helyen
- Hnum papja, aki első az életházban és a védelem házában
- A vörös korona papja
- A király titkainak őrzője
- A nagy ház orvosa

## Fordítás
- Ez a szócikk részben vagy egészben  a   Shepseskaf-ankh című angol Wikipédia-szócikk ezen változatának fordításán alapul.  Az eredeti cikk szerkesztőit annak laptörténete sorolja fel. Ez a jelzés csupán a megfogalmazás eredetét és a szerzői jogokat jelzi, nem szolgál a cikkben szereplő információk forrásmegjelöléseként.